# Lembah (Dolopo)
Lembah is een bestuurslaag in het regentschap Madiun van de provincie Oost-Java, Indonesië. Lembah telt 3239 inwoners (volkstelling 2010).